# Ludovic Boney

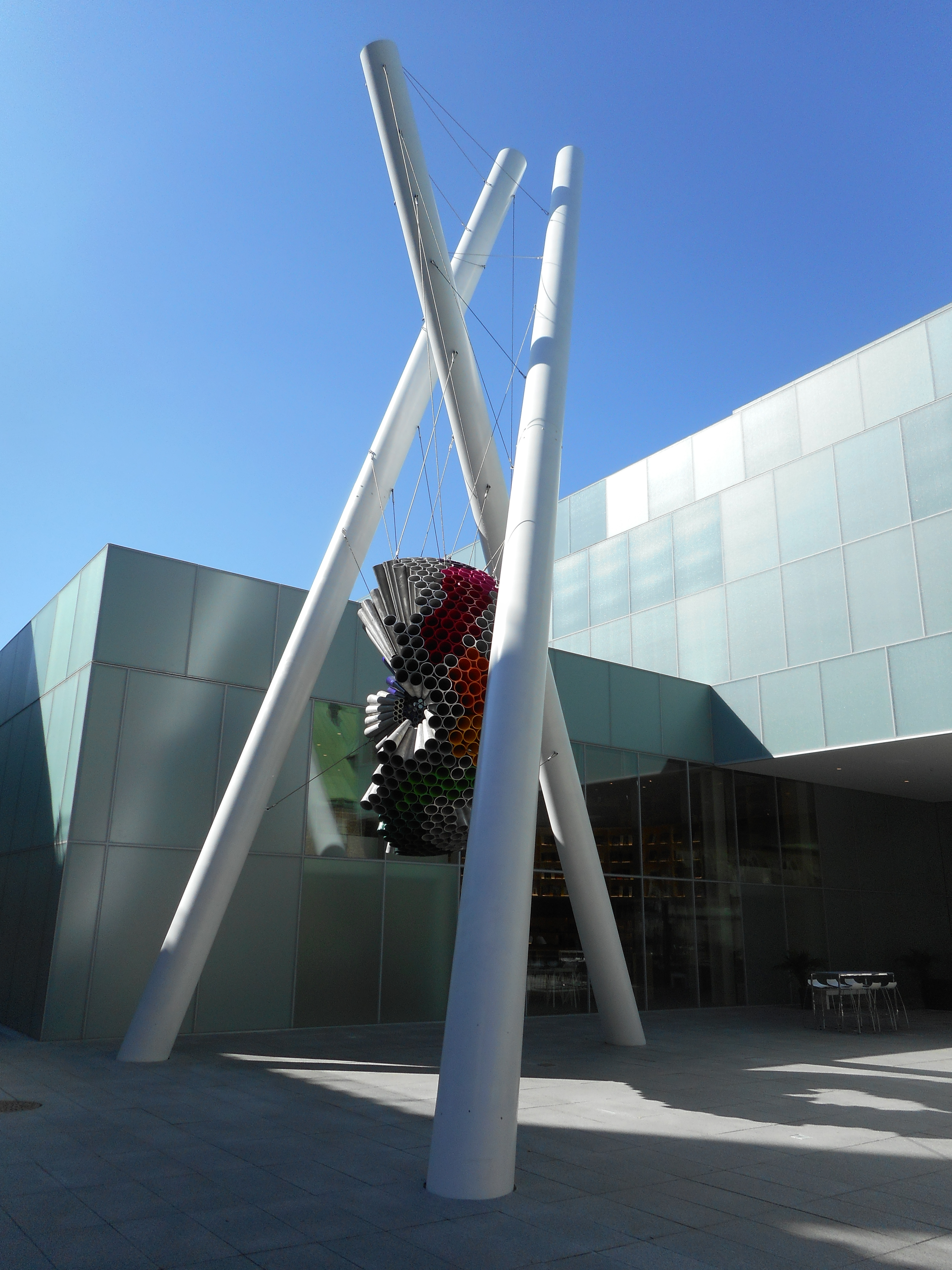
Une cosmologie sans genèse, 2015 est une sculpture de Ludovic Boney installée en 2016 dans la cour intérieure du pavillon Pierre-Lassonde du Musée national des beaux-arts du Québec.

Ludovic Boney (né en 1981) est un artiste sculpteur originaire de Wendake, Québec, Canada.
Principalement connu pour ses œuvres d’art public, il est actif sur la scène artistique au Québec depuis 2002.

## Biographie
Depuis 2003, Ludovic Boney a créé plus d’une vingtaine de sculptures de grande envergure pour différentes villes et institutions québécoises. Une de ses premières œuvres publiques, Classe buissionnière (2007), conçue pour la Ville de Québec, consiste en des bancs de parc sculpturaux pour le parc linéaire de la rivière Saint-Charles.
À l’Hôtel-Musée de Wendake, il réalise l’œuvre Palissade de perles en 2008. Plus récemment, on peut mentionner les œuvres Cosmologie sans-gènese au Musée national des beaux-arts du Québec (2016). Loess à Trois-Rivières (2016) et Codex Populi pour l’Hôtel de ville de Québec (2017).
Il a à son actif plus d’une dizaine d’expositions solo et collectives au Québec et en France.
Ludovic Boney participe régulièrement à des événements de renom, telles la Biennale d'art contemporain autochtone (2016), la Manif d'art de Québec (2018, 2019) et, plus récemment, l’exposition De tabac et de foin d'odeur. Là où sont nos rêves présentée au Musée d'art de Joliette (2019) et dirigée par le commissaire wendat Guy Sioui Durand.
Ludovic Boney est un des membres-fondateurs du Bloc 5, une coopérative d'artisans producteurs en arts visuels créée en 2002. Le collectif réalise en 2008 l’exposition Territoires matricés au Centre Materia de Québec,.
En 2016, il participe à la résidence d’artistes Déranger (ONF et galerie Oboro), un laboratoire de création pour lequel il crée l’installation Hydro avec l’artiste algonquine Caroline Monnet.
L'oeuvre Lever de soleil sur le nord est installée en 2019 à la Base de plein-air de Sainte-Foy,
Nommé dans la longue liste du Prix Sobey en 2017, il est aussi récipiendaire d'une bourse du Conseil des arts et des lettres du Québec pour l’installation Sous les chatons présentée à la galerie Michel Guimont et de la bourse Reveal offerte par la Fondation Hnatyshyn.

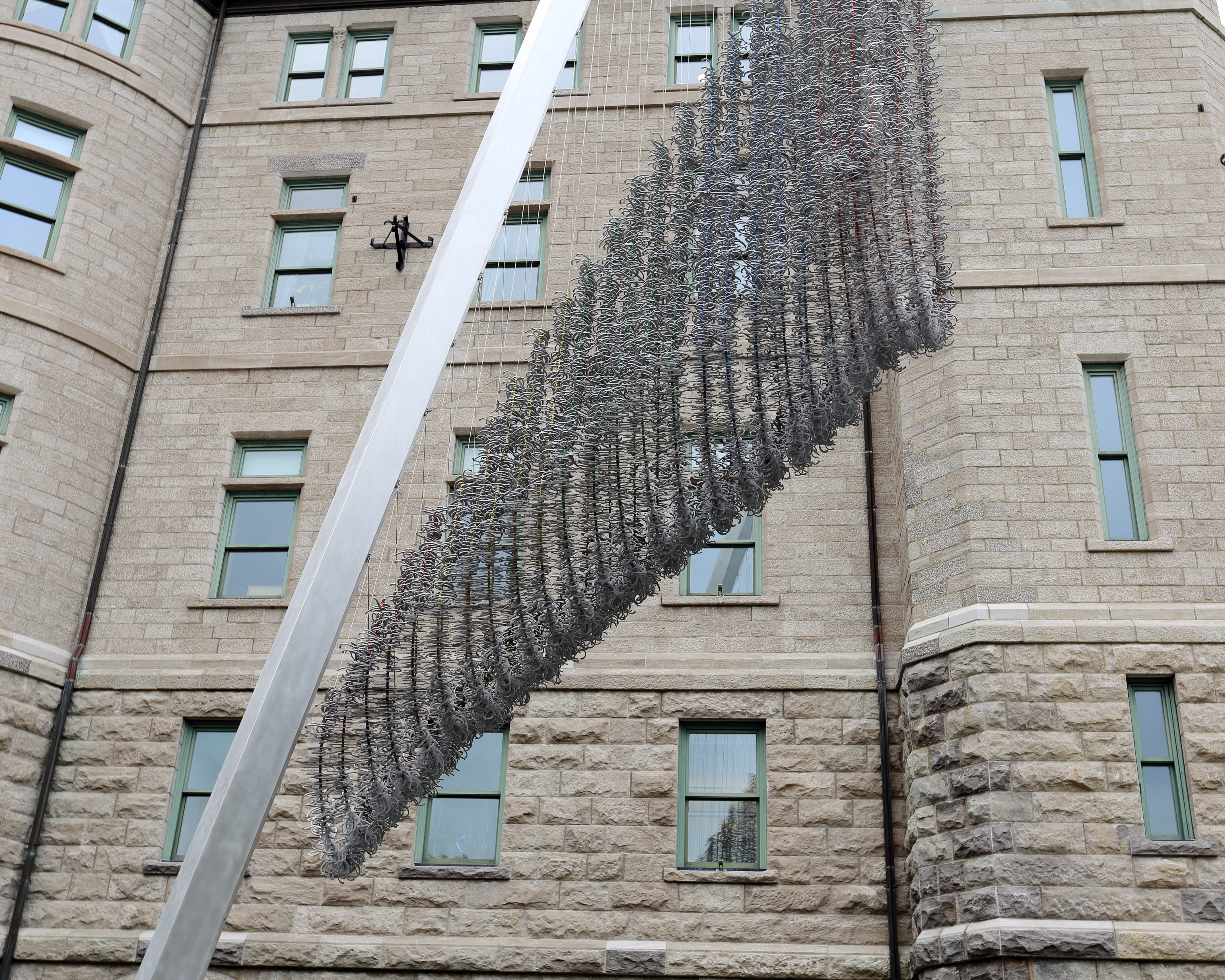
Codex Populi

## Formation
L'artiste a fait ses études à la Maison des métiers d'art de Québec.
En 2001, il a effectué un premier stage avec le sculpteur Jean-Pierre Morin, puis un second avec Juan Carlos Carrillo en France (2005). En 2004, il a suivi une formation en chaudronnerie avec Louis Chaurette à la Maison des métiers d'arts.

## Médiums et techniques
Ludovic Boney se spécialise dans l'art public et l'intégration de l'art à l'architecture. Son travail s'inscrit dans une recherche formelle aux tendances minimalistes dans laquelle il intègre les contraintes du matériau. Son œuvre se caractérise par des formes volumineuses dont la robustesse est invariablement contrastée par une impression d'équilibre précaire. Il réalise ses œuvres à partir de divers matériaux de sculpture, notamment le métal, l'acier et le bois. Sa démarche se développe en lien avec l’ambiance du lieu d’exposition dans l’objectif d'intégrer harmonieusement son œuvre à divers environnements. Il puise aussi ses références dans les mécaniques industrielles et les bruits qu'elles produisent.

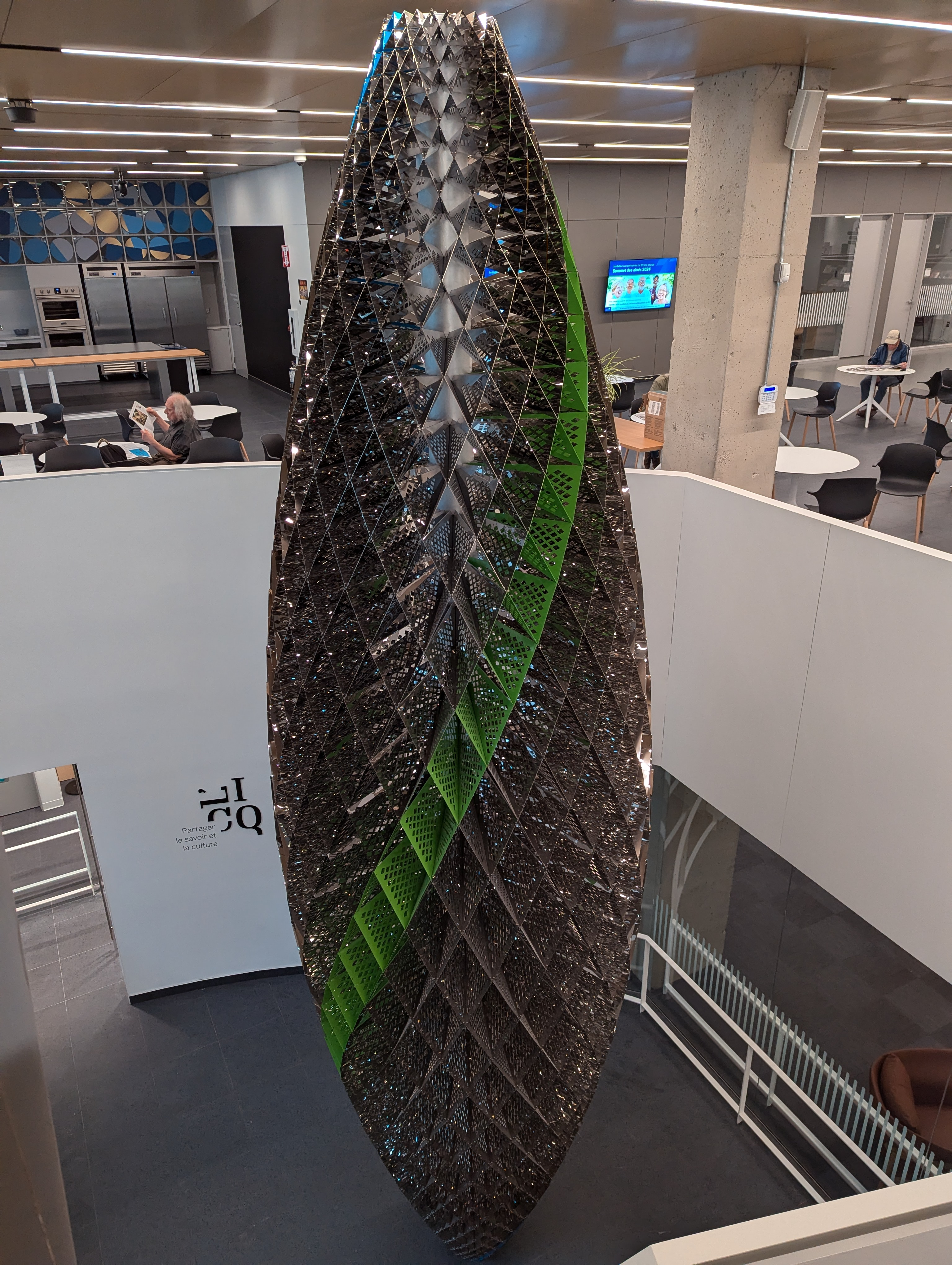
Le noyau cyt(o)-architectonique de Ludovic Boney, dans la Bibliothèque Gabrielle-Roy à Québec.

## Expositions

### Expositions individuelles
2005
- Les marcheurs et sculptures récentes, Châlons en Champagne, France.
- Résidence d’artiste au Lycée Oehmichen du 4 novembre 2004 au 20 avril 2005, Châlons-en-Champagne, France.

2008
- Paysage extérieur, Musée de Wendake, Wendake, Québec, QC, Canada.
- Contenants Contenus, La Nef, Québec, QC, Canada.

2014
- Circonvolution / Circonlocution, Galerie Morgan Bridge, Québec, QC, Canada.

2017
- Sous les chatons, Galerie Michel Guimont, Québec, QC, Canada[13].
- Afin d'éviter tous ces nœuds, Oboro, Montréal, QC, Canada.

2018
- NSPSLL!, Action Art Actuel, St-Jean-sur-Richelieu, QC, Canada.

2019
- NSPSLL!, Centre en art actuel L'Inter - Le Lieu, Québec, QC, Canada[14].
- Rassemblement familial, Galerie des arts visuels, Université Laval, Québec, QC, Canada[15].

2021
- Rassemblement familial, Centre d'exposition Raymond-Lasnier, Trois-Rivières, QC, Canada[16].

2022
- Mémoires ennoyées, « Les illusions sont réelles », Manif d'art 10 - Biennale de Québec, Centre Alyne-Lebel, Québec, QC, Canada[17].

### Expositions collectives
2006
- OSEZ! Ateliers ouverts, Bibliothèque Gabrielle-Roy, Québec, QC, Canada.
- Vivre la ville, Clarté-Dieu, Québec, QC, Canada.

2007
- Les Lauréats du prix Coup de cœur 2006, Musée national des beaux arts de Québec, Québec, QC, Canada.

2008
- Territoires matricés (avec Le Bloc 5). Centre Materia, Dans le cadre de la Manif d’art 4, Québec, QC, Canada.

2010
- Le long d’un pré (avec Le Bloc 5), Salle Gérard-Ouellet, Biennale Artnivore, St-Jean Port-Joli, QC, Canada[18].

2016
- Exposition de groupe, Galerie Michel Guimont, Québec, QC, Canada.
- Foire d’Art Actuel de Québec, QC, Canada.
- Œil de poisson, Québec, QC, Canada.
- Neon NDN. Asinabka Festival, Ottawa, ON, Canada[19].
- Galerie Saw, Ottawa, ON, Canada.
- Miroir d'un peuple, Musée Huron Wendat, Wendake, QC, Canada.
- Culture Shift, une révolution culturelle. Biennale d’art contemporain Autochtone. Art mûr, Montréal, QC, Canada[20].
- Récréation, la matière en jeu, Centre Materia, Québec, QC, Canada[21].
- Profilage et protocole (Squelettes Orphelins), Centre d'art actuel Regart, Lévis, QC, Canada[22].

2017
- Miroir d'un peuple, Musée des Abénakis, Odanak, QC, Canada.
- Off-Manif, Galerie Michel Guimont, Manif d'art 8 - Exposition satellite, Québec, QC, Canada[23].

2019
- Parcours d'art public du FIMAV, Festival international de musique actuelle de Victoriaville, Victoriaville, QC, Canada.
- De tabac et de foin d'odeur. Là où sont nos rêves, Musée d'art de Joliette, Joliette, QC, Canada[24].
- L'esprit des lieux, « Si petits entre les étoiles, si grands contre le ciel », Manif d'art 9 - Jeune commissaire Sophie Jacques, Galerie Michel Guimont, Québec, QC, Canada[25],[26].

2021
- Catharsis, Œil de poisson, Québec, QC, Canada[27].

2022
- Hydro, Sporobole, Sherbrooke, QC, Canada. Œuvre réalisée en collaboration avec Caroline Monnet dans le cadre de l'exposition collective Les yeux dans l'eau présentée à Sporobole et à la Galerie d'art Foreman de l'Université Bishop's[28]

## Art public
- 2006 : Banc d'eau, Musée maritime de Charlevoix, Saint-Joseph-de-la-Rive, QC, Canada.
- 2008 : Classe buissonnière, Parc linéaire de la Parc linéaire de la rivière Saint-Charles, Québec, Qc, Canada.
- 2008 : Palissade de perles, Hôtel Musée de Wendake, Wendake, QC, Canada.
- 2009 : Cohésion Boréale, Université du Québec en Abitibi-Temiscamingue, Val d'Or, QC, Canada.
- 2010 : Debout devant l'océan, Quai des croisières, Sept-Îles, QC, Canada.
- 2010 : Fleur d'Assises, Parc urbain de Rivière-du-Loup, QC, Canada.
- 2011 : E+3=8, Cégep de Terrebonne, Terrebonne, QC, Canada.
- 2012 : Viens voir de ma classe, St Lambert de Lauzon, Québec, QC, Canada.
- 2014 : Point et Contrepoint, Ministère des ressources naturelles, Québec, QC, Canada.
- 2014 : Analyse Séquentielle, Hôpital La Salle, Montréal, QC, Canada.
- 2014 : Clef de Voûte, Centre Gervais Auto, Shawinigan, QC, Canada.
- 2015 : Opérations élémentaires, Établissement de détention de Sept-îles, QC, Canada.
- 2015 : Les aspirations éparses, Secteur Urbain Ouest, Gatineau, QC, Canada.
- 2015 : La vapeur de Sawyer, Campus de l'Université de Sherbrooke, Sherbrooke, QC, Canada.
- 2016 : Loess, Amphithéâtre Cogéco, Trois-Rivières, QC, Canada.
- 2016 : Une cosmologie sans genèse, Musée national des beaux-arts du Québec, Québec, QC, Canada[29].
- 2016 : Un pépin, une pomme, une culture, Géoparc, Percé, QC, Canada.
- 2017 : Codex Populi, Hôtel de ville de Québec, Québec, QC, Canada.
- 2017 : Color est e pluribus unus, Saint-Augustin-de-Desmaures, QC, Canada.
- 2017 : Forêt en pixellisation, Cégep de St-Foy, Québec, QC, Canada.
- 2017 : Extracteur de couleurs, Centre de formation professionnelle, Sept-Îles, QC, Canada.
- 2019 : Le Rotochrome, Club de curling de Rivière-du-Loup, Rivière-du-Loup, QC, Canada.
- 2019 : Lever de soleil sur le nord, Base de plein-air de Sainte-Foy, Québec, QC, Canada.
- 2019 : L'ours, la roche et la table, École l'Éco-Pin, Notre-Dame-des-Pins, QC, Canada.
- 2019 : Déambulation éolienne, Promenade Redmond, Saint-Georges-de-Beauce, QC, Canada.
- 2019 : La montagne qui domine, Mont Saint-Joseph, Carleton-sur-Mer, QC, Canada.
- 2019 : Réaction en chaîne, École de technologie supérieure, Montréal, QC, Canada.
- 2020 : Les arches d'entente, Musée de la Civilisation du Québec, Québec, QC, Canada[30].
- 2021 : Sous l'œil des spectateurs, Parc de la Rivière-Etchemin, Lévis, QC, Canada.
- 2023 : Annonce de sélection pour réalisation d'une œuvre d'art à la station Pie-IX de Métro de Montréal (ligne bleue)[31]
- 2023 : Le noyau cyt(o)-architectonique (d) , Bibliothèque Gabrielle-Roy, Québec, QC, Canada[32].
- 2024 : Des perles en mémoire (d) , sur les plaines d'Abraham, Québec, Qc, Canada[33].

## Prix et reconnaissances
- 2006 : Prix Coup de cœur remis lors de l’évènement Ateliers ouverts 2007.
- 2015 : Bourse de la Société de développement des entreprises culturelles (SODEC), Programme d’aide aux artisans et aux entreprises en métiers d’art.
- 2015 : Bourse de la SODEC pour Projet et Développement de carrière.
- 2016 : Les Mérites d'architecture de la ville de Québec dans la catégorie Œuvre d'art.
- 2017 : Bourse du Conseil des arts et des lettres du Québec, Recherche et création.
- 2017 : Bourse Reveal attribuée par la Foundation Hnatyshyn.
- 2017 : Nommé dans la longue liste du Prix Sobey[34].
- 2018 : Prix Videre Création en arts visuels, Manif d'art pour Rassemblement familial[35].
- 2018 : Prix du Conseil des arts et des lettres du Québec, œuvre de l'année en Chaudières-Appalaches.
- 2018 : Prix Videre Création en arts visuels, Manif d'art pour Sous les chatons[36].
- 2018 : Bourse créer, connaître et partager, Conseil des Arts du Canada.

## Collections
- Collection du Musée national des beaux-arts du Québec[37]
- Collection Maison des Premières Nations
- Collection Ville de Châlons-en-Champagne
- Collection Ville de Laval[38]
- Collection de l’association l’Entre-tenir, Saint-Dizier
- Collections privées, France
- Collections privées, Québec